# تشارلز هوغو
تشارلز هوغو (بالفرنسية: Charles Hugo)‏ هو ربان ‏ فرنسي، (و. القرن 19  م).

## وصلات خارجية
- تشارلز هوغو على موقع اللجنة الأولمبية الدولية (الإنجليزية)
- تشارلز هوغو على موقع أوليمبيديا (الإنجليزية)